# Harry Neumann
Harry C. Neumann (Chicago, 11 febbraio 1891 – Chicago, 14 gennaio 1971) è stato un direttore della fotografia statunitense, durante la sua carriera, lunga più di 40 anni, ha preso parte a oltre 350 produzioni, principalmente western e gangster.

## Biografia
Ha iniziato a lavorare come direttore della fotografia nel 1918; il suo ultimo film è stato il film horror fantascientifico del 1959, La donna vespa. Nel corso della sua carriera, ha anche partecipato ai primi tentativi di realizzazione di film in 3-D.
Neumann morì il 14 gennaio 1971 a Hollywood, in California.

## Filmografia parziale
- A Hoosier Romance, regia di Colin Campbell (1918)
- The Yellow Dog, regia di Colin Campbell (1918)
- The Still Alarm (1918)
- Bulldog Courage (1922)
- Ridgeway of Montana, regia di Clifford Smith (1924)
- Fighting Fury (1924)
- The Calgary Stampede (1925)
- Flying Hoofs (1925)
- The Arizona Sweepstakes (1926)
- Chip of the Flying U (1926)
- The Phantom Bullet (1926)
- Western Pluck (1926)
- The Buckaroo Kid (1926)
- The Denver Dude (1927)
- Hey! Hey! Cowboy (1927)
- Painted Ponies (1927)
- A Trick of Hearts (1928)
- The Wild West Show (1928)
- Burning the Wind (1929)
- King of the Rodeo (1929)
- Smilin' Guns (1929)
- The Mounted Stranger (1930)
- Hard Hombre (1931)
- Cowboy Counsellor (1932)
- The Girl from Calgary (1932)
- The Local Bad Man (1932)
- The Stoker (1932)
- The Thirteenth Guest (1932)
- Unholy Love (1932)
- Bovary moderna (1932)
- The Gay Buckaroo (1932)
- A Man's Land (1932)
- A Shriek in the Night (1933)
- Tarzan the Fearless (1933)
- The Dude Bandit (1933)
- The Wolf Dog (1933)
- Picture Brides (1934)
- Take the Stand (1934)
- Million Dollar Baby (1934)
- Frisco Waterfront (1935)
- The Keeper of the Bees (1935)
- The Healer (1935)
- The Hoosier Schoolmaster (1935)
- The Mysterious Mr. Wong (1935)
- The Mystery Man (1935)
- The New Frontier (1935)
- The Nut Farm (1935)
- The Old Homestead (1935)
- Two Sinners (1935)
- Cappelli in aria (Hats Off), regia di Boris Petroff (1936)
- Let's Sing Again (1936)
- California Straight Ahead! (1937)
- It Happened Out West (1937)
- I Cover the War (1937)
- Idol of the Crowds (1937)
- Roll Along, Cowboy (1937)
- Air Devils (1938)
- Gangster's Boy (1938)
- Mr. Wong, Detective (1938)
- Prison Break (1938)
- Boys' Reformatory (1939)
- Heroes in Blue (1939)
- Irish Luck (1939)
- Mr. Wong in Chinatown (1939)
- Mutiny in the Big House (1939)
- The Mystery of Mr. Wong (1939)
- The Phantom Stage (1939)
- The Streets of New York (1939)
- Chasing Trouble (1940)
- Doomed to Die (1940)
- Queen of the Yukon (1940)
- Son of the Navy (1940)
- The Ape (1940)
- L'ora fatale (1940)
- The Last Alarm (1940)
- Hidden Enemy (1940)
- The Old Swimmin' Hole (1940)
- Arizona Bound (1941)
- Forced Landing (1941)
- I Killed That Man (1941)
- Roar of the Press (1941)
- The Apache Kid (1941)
- Uncle Joe (1941)
- Under Fiesta Stars (1941)
- Dawn on the Great Divide (1942)
- Heart of the Rio Grande (1942)
- Man with Two Lives (1942)
- Road to Happiness (1942)
- South of Santa Fe (1942)
- A Gentle Gangster (1943)
- Are These Our Parents? (1944)
- Law Men (1944)
- Marked Trails (1944)
- Raiders of Ghost City (1944)
- The Great Alaskan Mystery (1944)
- The Utah Kid (1944)
- Allotment Wives (1945)
- Black Market Babies (1945)
- Captain Tugboat Annie (1945)
- The Cisco Kid Returns  (1945)
- Divorce (1945)
- Fashion Model (1945)
- G. I. Honeymoon (1945)
- The Jade Mask (1945)
- Spook Busters (1946)
- Trigger Fingers (1946)
- Swing Parade of 1946 (1946)
- The Gay Cavalier (1946)
- Wife Wanted (1946)
- Cowboy Cavalier (1948)
- Panhandle (1948)
- L'inseguita (1948)
- Silver Trails (1948)
- Back Trail (1948)
- Trails End (1949)
- Across the Rio Grande (1949)
- Duello infernale (1949)
- Two Lost Worlds (1950)
- West of Wyoming (1950)
- Flight to Mars (1951)
- I Was An American Spy (1951)
- Il ribelle dalla maschera nera (1951)
- Flat Top (1952)
- La valanga dei sioux (1952)
- Rodeo (1952)
- Outlaw Women (1952)
- Wild Stallion (1952)
- The Rose Bowl Story (1952)
- Wagons West (1952)
- Clipped Wings (1953)
- Fighter Attack (1953)
- Jalopy (1953)
- Kansas Pacific (1953)
- Loose in London (1953)
- Roar of the Crowd (1953)
- Il labirinto (1953)
- Dragonfly Squadron (1954)
- Jungle Gents (1954)
- Paris Playboys (1954)
- Pride of the Blue Grass (1954)
- The Bowery Boys Meet the Monsters (1954)
- A Bullet for Joey (1955)
- Bowery to Bagdad (1955)
- Dig That Uranium (1955)
- High Society (1955)
- Spy Chasers (1955)
- The Phenix City Story (1955)
- Calling Homicide (1956)
- Il grido delle aquile (Screaming Eagles), regia di Charles F. Haas (1956)
- Fighting Trouble (1956)
- Hot Shots (1956)
- The Women of Pitcairn Island (1956)
- Screaming Eagles (1956)
- Hold That Hypnotist (1957)
- Looking for Danger (1957)
- My Gun Is Quick (1957)
- Spook Chasers (1957)
- Up in Smoke (1957)
- The Disembodied, regia di Walter Grauman (1957)
- In the Money (1958)
- La donna vespa (The Wasp Woman) (1959)